# 매트릭스 보조 레이저 탈착 이온화

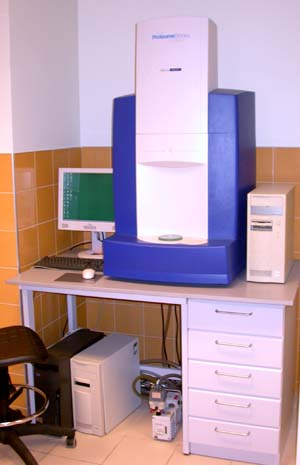
MALDI TOF 질량분석기

질량 분석법에서 매트릭스 보조 레이저 탈착 이온화(matrix-assisted laser desorption/ionization, MALDI) 또는 기질 보조 레이저 탈착 이온화(基質補助~脫着~化)는 레이저 에너지를 흡수하는 매트릭스(기질, matrix)를 이용하여 크기가 큰 분자로부터 파편화를 최소화하면서 이온을 만들어내는 이온화 기법이다. MALDI는 DNA, 단백질, 펩타이드, 탄수화물 등의 생체분자나 폴리머, 덴드리머, 그 외 여러 거대분자와 같은 다양한 유기물 분자를 분석하는 데에 응용된다. 이러한 분자들은 MALDI가 아닌 다른 전통적인 이온화 기법으로 이온화할 경우 손상되어 쪼개지기 쉽다. 전기분무 이온화(ESI)와 유사한 특징을 보이는데, MALDI와 ESI 두 기법 모두 거대분자에서 기체상의 이온을 얻는 연성 이온화법(soft ionization, 시료 분자가 덜 쪼개짐)이다. 단, 보통 MALDI는 다전하 이온을 훨씬 적게 생산하는데 이는 시료 분자에 매트릭스가 내놓은 수소 이온이 붙는 과정이 매우 짧은 시간 동안 일어나며 주로 +1가 이온을 형성하기 때문이다.
MALDI 기법은 3단계로 진행된다. 첫째로 시료를 적절한 매트릭스와 혼합하여 금속 판에 도포한다. 둘째로 레이저 펄스를 표본에 쪼여서 표본과 매트릭스의 융삭과 탈착을 일으킨다. 마지막으로 분석하려는 분자가 뜨겁게 융삭된 기체 기둥 안에서 양성자화 또는 탈양성자화되어 이온화된 후, 질량 분석기를 이용하여 분석된다.

## 추가 자료
- Ragoussis, J.; Elvidge, G. P.; Kaur, K.; Colella, S. (2006). “Matrix-Assisted Laser Desorption/Ionisation, Time-of-Flight Mass Spectrometry in Genomics Research”. 《PLOS Genetics》 2 (7): e100. doi:10.1371/journal.pgen.0020100. PMC 1523240. PMID 16895448.
- Hardouin, J. (2007). “Protein sequence information by matrix-assisted laser desorption/ionization in-source decay mass spectrometry”. 《Mass Spectrometry Reviews》 26 (5): 672–82. Bibcode:2007MSRv...26..672H. doi:10.1002/mas.20142. PMID 17492750.
- Peter-Katalinic, J.; Hillenkamp, F. (2007). 《MALDI MS: A Practical Guide to Instrumentation, Methods and Applications》. Wiley-VCH. ISBN 978-3-527-31440-9.
- Schrepp, W.; Pasch, H. (2003). 《MALDI-TOF Mass Spectrometry of Synthetic Polymers》. Springer-Verlag. ISBN 978-3-540-44259-2.